# 1629 a tudományban
Az 1629. év a tudományban és a technikában.

## Születések
- április 14. – Christiaan Huygens fizikus és matematikus († 1695)

## Halálozások
- július 13. – Caspar Bartholin dán orvosprofesszor; ő írta le először a szaglóidegek működését (* 1582)
- Giovanni Faber (Johannes Faber) német származású orvos, zoológus és botanikus (* 1574)